# Kakava

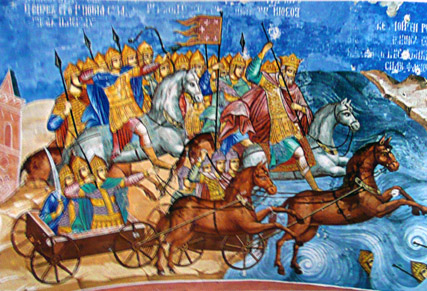
Attraversamento del Mar Rosso, un dipinto murale del 1640 a Yaroslavl, Russia

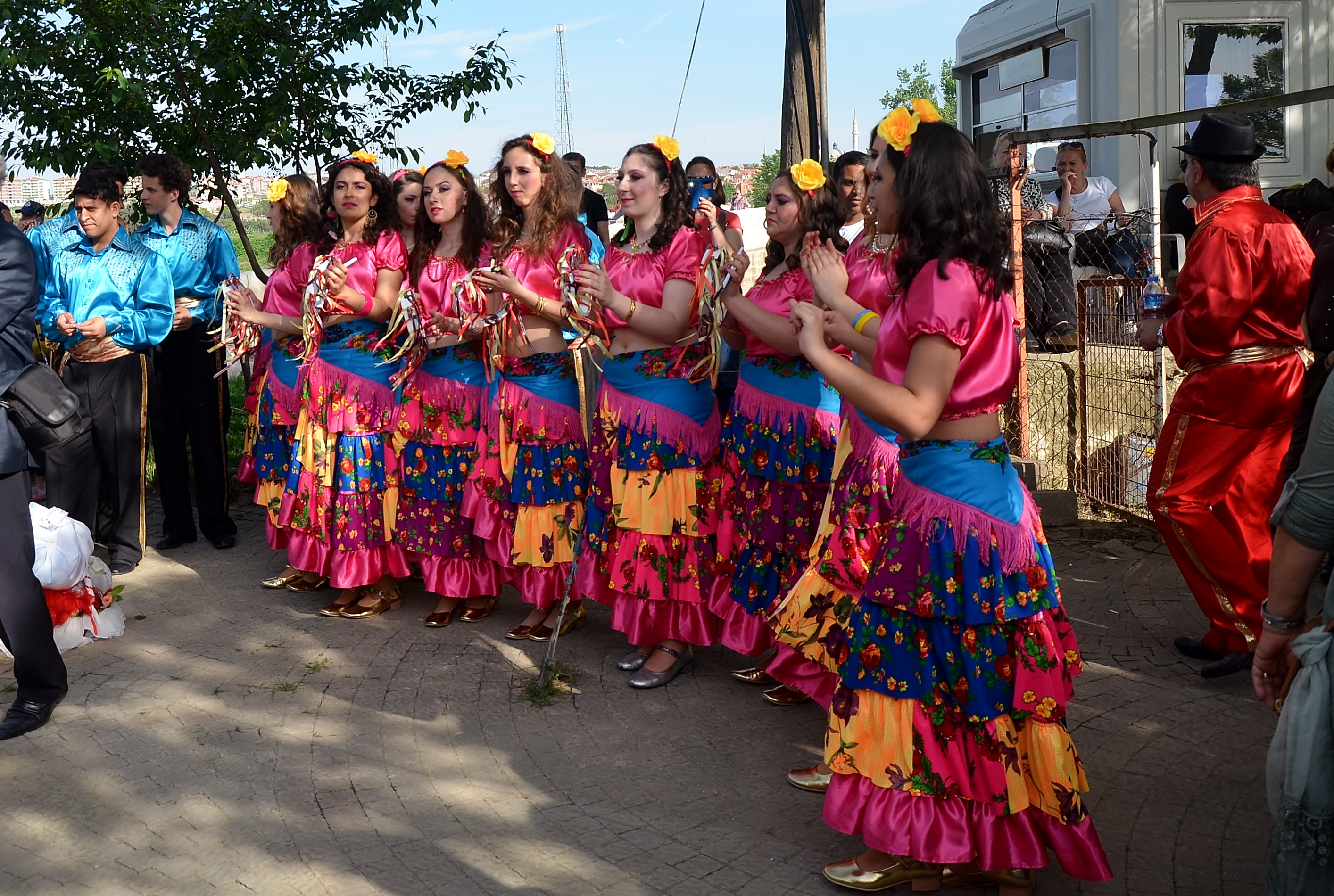
Donne rom che ballano durante il Kakava 2015 a Edirne

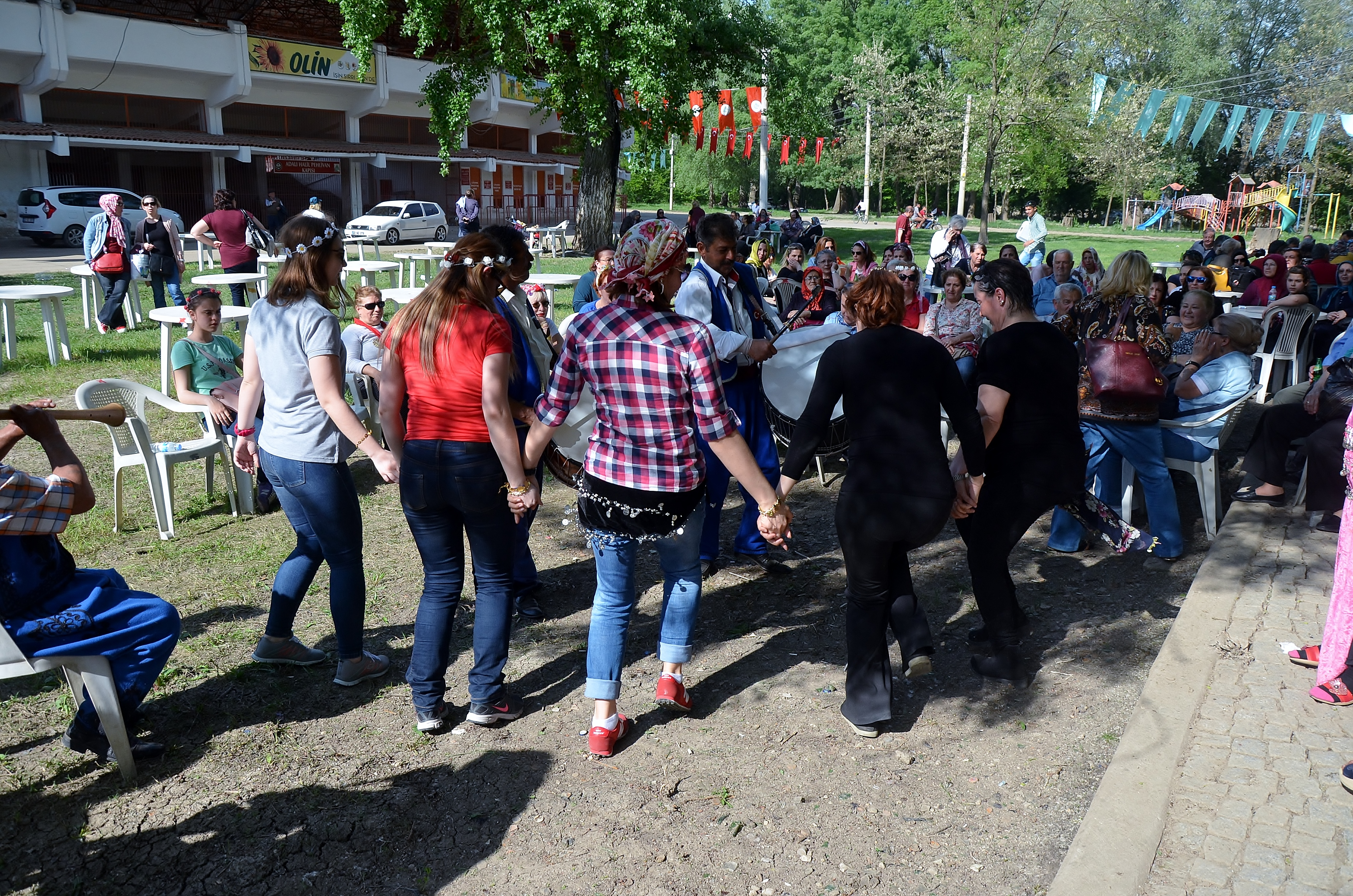
Donne che ballano musica rom durante il Kakava 2015 a Edirne

La Kakava è un festival dei Rom in Turchia, legato alla leggenda del passaggio del mar Rosso, e celebrato in particolare in Tracia orientale, in Turchia.  
Ogni anno, il 6 maggio, i rom si recano presso un fiume per celebrare il passaggio del mar Rosso da parte del popolo, oppresso dal Faraone e salvato dal "Salvatore" immortale. 
Nelle città occidentali turche di Edirne e Kırklareli, la Kakava viene celebrata con gioia. La celebrazione della Kakava a Edirne ha assunto oggi la forma di un festival internazionale, che è anche sostenuto dal governatore e dal sindaco di Edirne. La parte ufficiale del festival di Kakava si svolge a Sarayiçi, il luogo dove ogni anno si tiene il tradizionale torneo di wrestling petrolifero di Kırkpınar. Dopo aver acceso il fuoco e averlo saltato, viene eseguita musica e balli. La parte ufficiale termina dopo la distribuzione del piatto di riso pilaf ai circa 5.000 partecipanti. La celebrazione continua all'alba del giorno successivo sulla riva del fiume Tunca.